# Staurogyne balansae
Staurogyne balansae är en akantusväxtart som beskrevs av Raymond Benoist. Staurogyne balansae ingår i släktet Staurogyne och familjen akantusväxter. Inga underarter finns listade i Catalogue of Life.